# NXT TakeOver: WarGames (2020)
L'édition WarGames (2020) de NXT TakeOver est une manifestation de catch (lutte professionnelle) produite par la World Wrestling Entertainment (WWE), une fédération de catch (lutte professionnelle) américaine, qui est diffusée sur le WWE Network. Cet événement met en avant les membres de l’émission NXT, le club-école de la WWE.   L'événement s'est déroulé le 6 décembre 2020 au Performance Center à Orlando, dans l'état de Floride aux États-Unis. Il s'agit du trente-deuxième événement de NXT TakeOver.

## Contexte
Les spectacles de la World Wrestling Entertainment (WWE) sont constitués de matchs aux résultats prédéterminés par les scénaristes de la WWE. Ces rencontres sont justifiées par des storylines – une rivalité avec un catcheur, la plupart du temps – ou par des qualifications survenues dans les shows de la WWE telles que Raw, SmackDown et NXT. Tous les catcheurs possèdent une gimmick, c'est-à-dire qu'ils incarnent un personnage gentil (Face) ou méchant (Heel), qui évolue au fil des rencontres. Un événement comme WarGames est donc un événement tournant pour les différentes storylines en cours,.

## Tableau des matchs
| Ordre par numéros                                                                         | Résultat | Stipulation(s)                                              | Temps |
| ----------------------------------------------------------------------------------------- | --- | ----------------------------------------------------------- | ----- |
| 1                                                                                         | Team Candice (Candice LeRae, Dakota Kai, Raquel González et Toni Storm) bat Team Shotzi (Shotzi Blackheart, Ember Moon, Rhea Ripley et Io Shirai) | WarGames match                                              | 35:20 |
| 2                                                                                         | Tommaso Ciampa bat Timothy Thatcher | Match simple                                                | 16:45 |
| 3                                                                                         | Dexter Lumis bat Cameron Grimes | Strap match                                                 | 12:50 |
| 4                                                                                         | Johnny Gargano bat Leon Ruff (c) et Damian Priest                                                                                                 | Triple Threat match pour le NXT North American Championship | 17:30 |
| 5                                                                                         | The Undisputed Era (Adam Cole, Bobby Fish, Kyle O'Reilly et Roderick Strong) bat Pat McAfee, Pete Dunne, Danny Burch et Orney Lorcan              | WarGames match                                              | 45:00 |
| La lettre C placée entre parenthèses désigne la personne ou l’équipe championne en titre. | |                                                             |       |